# الهورن (ویسکانسین)
الهورن، ویسکانسین  (به انگلیسی: Elkhorn) شهری در شهرستان والورت ایالت ویسکانسین است که در سال ۱۸۹۷ بنیان‌گذاری شده‌است. این شهر طبق سرشماری سال ۲۰۱۰ میلادی ۱۰٬۰۸۴ نفر جمعیت داشته‌است.

## نگارخانه

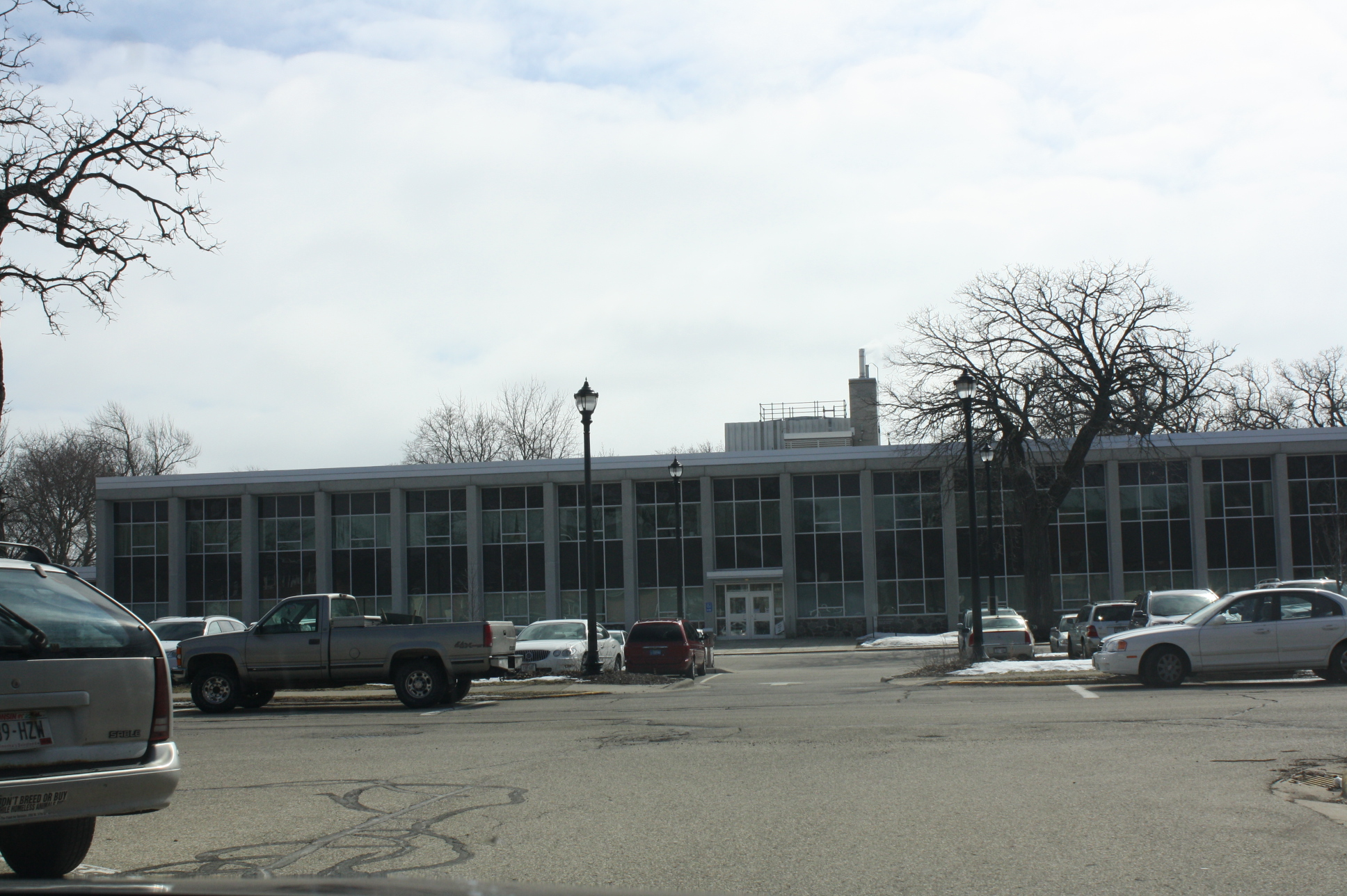
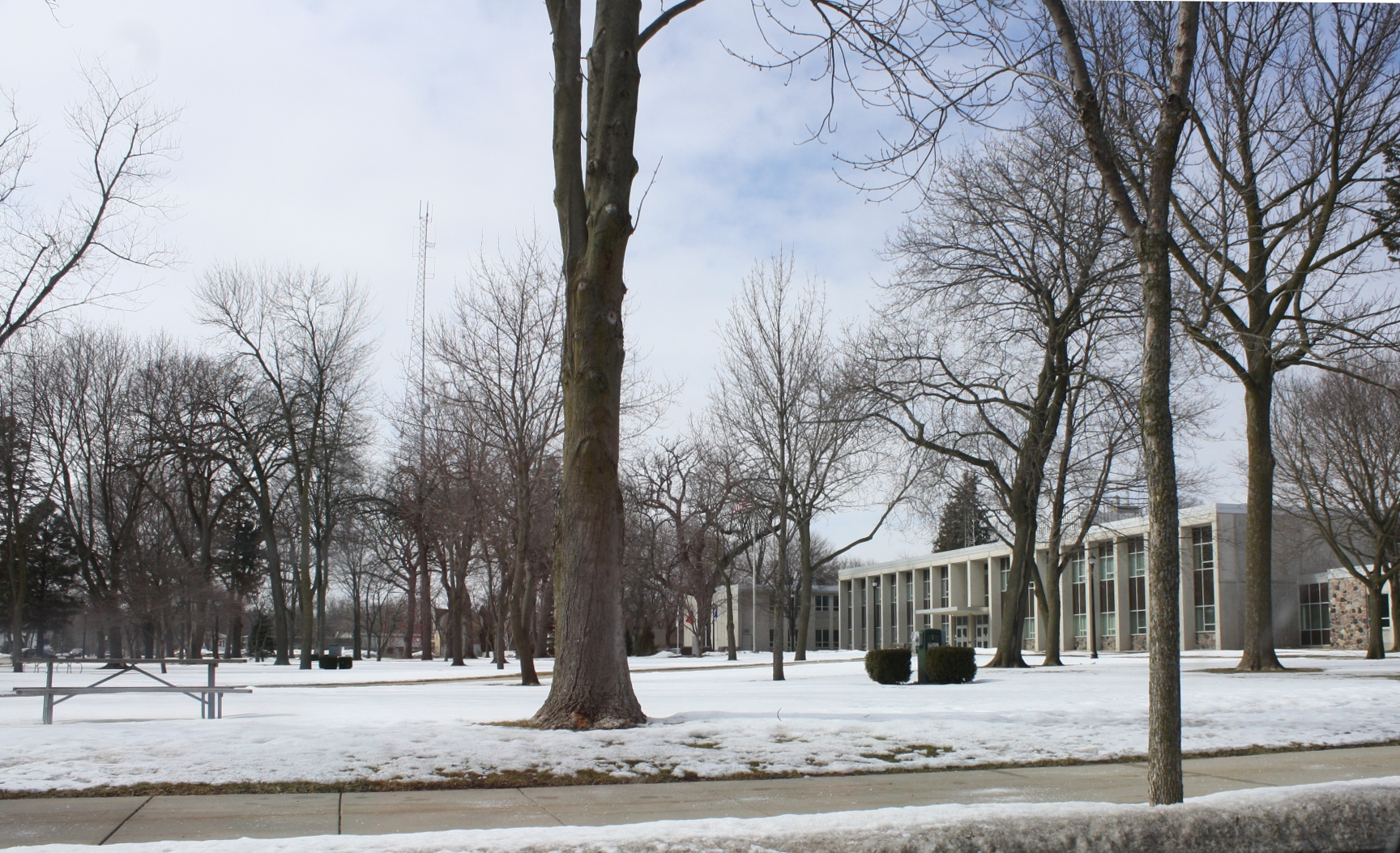
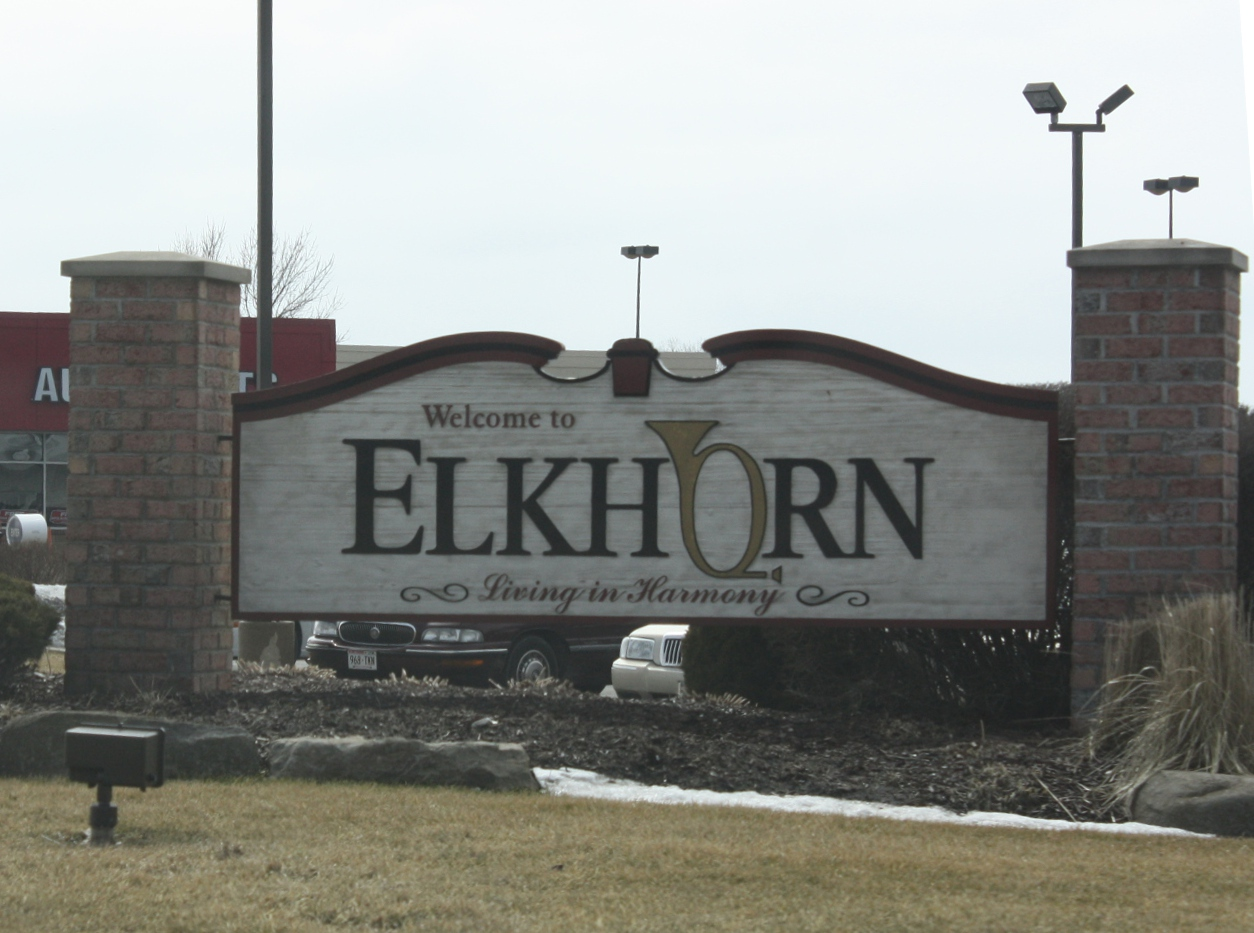
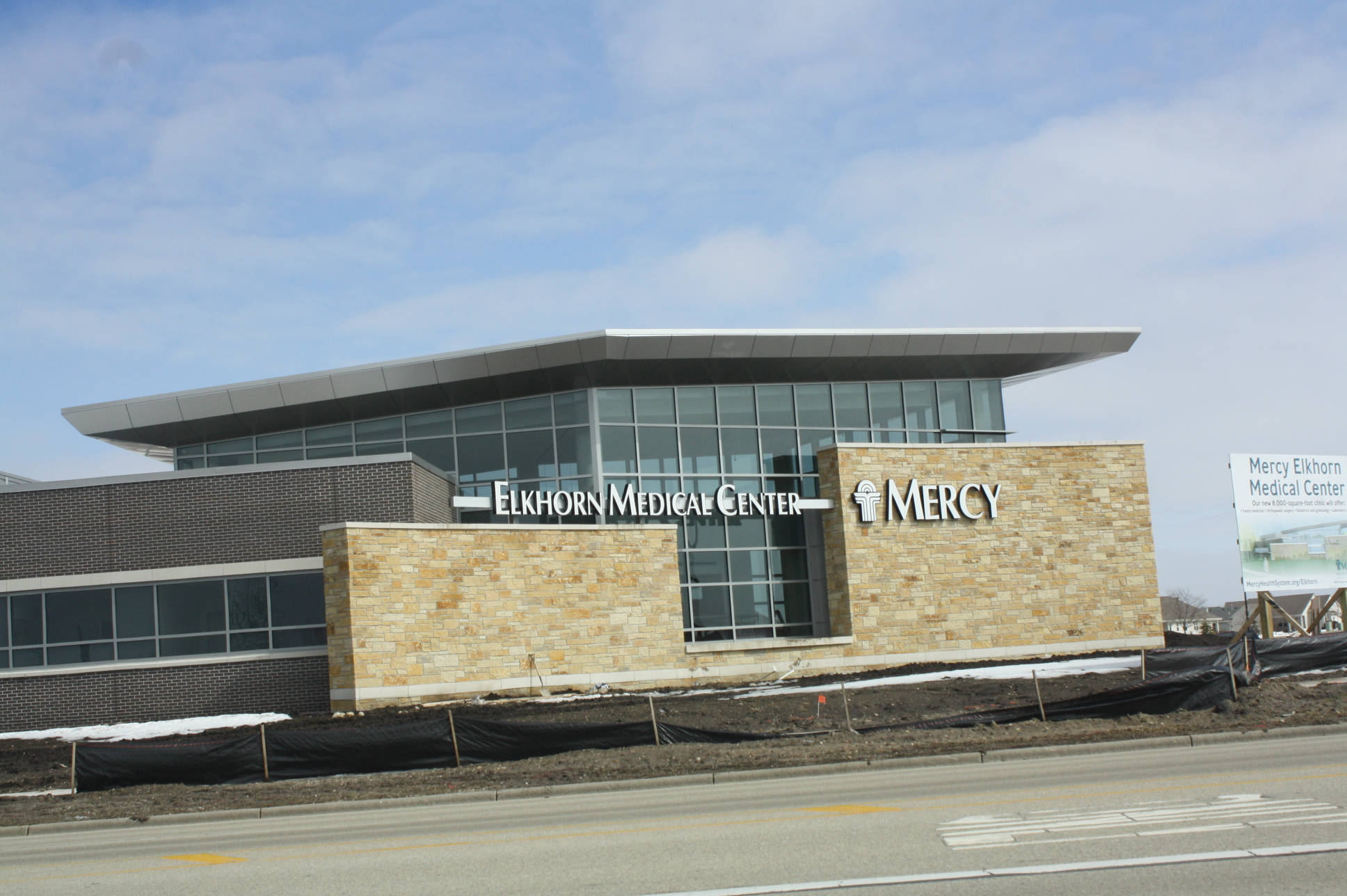